# علم يوغوسلافيا
علم يوغوسلافيا تبني رسمياً عام 1918 وأضيفت إليه نجمة حمراء في الوسط عام 1945 عقب إطاحة الجمهوريين بالنظام الملكي، ويتكون العلم اليوغوسلافي من ثلاثة أشرطة أفقية بألوان الأزرق والأبيض والأحمر حيث لا يزال حتى الآن يحمل معنىً بالنسبة للذين يحنون إلى يوغوسلافيا أو يُعجبون برمزيته المعادية للفاشية. والعلم اليوغوسلافي مشابه للعلم الهولندي ولكن بعكس اللونين الأحمر والأزرق مكان بعضهما البعض.

## التصميم والرمزية
علم يوغوسلافيا هو علم ثلاثي الألوان أفقيًا باللون الأزرق (أعلى) والأبيض (وسط) والأحمر (أسفل). يعتمد تصميمه وألوانه على العلم السلافي الشامل المستوحى من العلم الروسي والذي تم اعتماده بعد ذلك في مؤتمر براغ السلافي المنعقد عام 1848 في براغ بالإمبراطورية النمساوية (جمهورية التشيك حاليًا). بعد نهاية الحرب العالمية الأولى عام 1918، توحد السلاف الجنوبيون باستثناء البلغار في دولة وحدوية مفردة هي مملكة الصرب والكروات والسلوفينيين، والتي عُرفت فيما بعد باسم يوغوسلافيا. اختارت الملكية اليوغوسلافية التصميم السلافي الشامل ليرمز إلى الوحدة الجديدة التي تأسست لجميع السلاف الجنوبيين باستثناء البلغار. يتكون التصميم من ثلاثة ألوان أفقية بسيطة بثلاثة أشرطة متساوية من الأزرق (أعلى) والأبيض (وسط) والأحمر (أسفل). بعد نهاية الحرب العالمية الثانية وإلغاء الملكية عام 1945، احتفظت الحكومة الشيوعية الجديدة بتصميم العلم لكنها أضافت نجمة حمراء شيوعية محاطة بإطار من اللون الأصفر في المنتصف. ظل هذا العلم قيد الاستخدام حتى تفكك يوغوسلافيا في عام 1992، وبعد ذلك أزالت جمهورية يوغوسلافيا الاتحادية (صربيا والجبل الأسود فيما بعد) النجمة الحمراء من العلم اليوغوسلافي واحتفظت بألوانه الثلاثة البسيطة حتى استفتاء استقلال الجبل الأسود عن صربيا في عام 2006.
| / النموذج اللوني (مملكة يوغوسلافيا / اتحاد صربيا والجبل الأسود) / (يوغوسلافيا الاتحادية الديمقراطية) | أزرق        | أبيض        | أحمر         |
| --- | ----------- | ----------- | ------------ |
| النموذج اللوني سيان ماجنتا أصفر أسود                                                                 | 100-61-0-42 | 0-0-0-0     | 0-100-100-12 |
| ألوان الويب                                                                                          | #003893     | #FFFFFF     | #DE0000      |
| النموذج اللوني أحمر أخضر أزرق                                                                        | 0-56-147    | 255-255-255 | 222-0-0      |

| النموذج اللوني (جمهورية يوغوسلافيا الاشتراكية الاتحادية) | أزرق        | أبيض        | أحمر         | أصفر       |
| -------------------------------------------------------- | ----------- | ----------- | ------------ | ---------- |
| النموذج اللوني سيان ماجنتا أصفر أسود                     | 100-61-0-42 | 0-0-0-0     | 0-100-100-12 | 0-17-91-1  |
| ألوان الويب                                              | #003893     | #FFFFFF     | #DE0000      | #FCD115    |
| النموذج اللوني أحمر أخضر أزرق                            | 0-56-147    | 255-255-255 | 222-0-0      | 252-209-21 |

## أعلام الجمهوريات التأسيسية
| علم صربيا (معقل حكومة يوغوسلافيا) | علم كرواتيا  | علم البوسنة والهرسك |
| علم مونتينيغرو                    | علم سلوفينيا | علم مقدونيا         |

## أعلام تاريخية

### أعلام ما قبل تأسيس يوغوسلافيا

علم مملكة صربيا (1882–1918)
علم باتشكا وبانات وسريم (1918)
علم مملكة الجبل الأسود (1905–1918)
علم دولة السلوفينيين والكروات والصرب (1918)

### أعلام ما بعد تأسيس يوغوسلافيا

علم مملكة الصرب والكروات والسلوفينيين (1918)
علم مملكة الصرب والكروات والسلوفينيين (1918–1929) ومملكة يوغوسلافيا (1929–1943)
علم يوغوسلافيا الاتحادية الديمقراطية خلال الحرب العالمية الثانية (1943–1945)
علم جمهورية يوغوسلافيا الاشتراكية الاتحادية (1945–1992)
علم جمهورية يوغوسلافيا الاتحادية (1992–2003) وصربيا والجبل الأسود (2003–2006)

## أعلام مشابهة
الجدير بالذكر أن علم يوغوسلافيا يشبه بشكل كبير علم هولندا المستعمل بوقت الحروب (الشريط الأزرق العلوي والشريط الأبيض المركزي والشريط الأحمر السفلي).

علم هولندا
علم لوكسمبورغ
علم كرواتيا السابق (1947-1990)
علم باراغواي
علم تشيلي السابق (1817-1818)
علم لوس ألتوس
علم القرم